# Атлантичний коледж об'єднаного світу
Атлантичний коледж об'єднаного світу (англ. United World College of the Atlantic (Atlantic College)) — міжнародний коледж-інтернат, розташований у замку Сант-Донатс (укр. Св. Донатс), що поблизу міста Ллантвіт-Мейджор у Долині Гламорган, Південний Уельс, і є однією з найпрестижніших європейських шкіл. В коледжі виховуються та навчаються учні та кчениці старших класів із 90 країн світу. Коледж є першим із мережі коледжів, в якому започатковано міжнародний освітній рух «Коледжі об'єднаного світу».

## Історія
Коледж був заснований відомим німецьким освітянином Куртом Ханом. Курт Хан на той час вже прославився створенням однієї з найпрестижніших європейських шкіл — Школи замку Залем, що у Залемі, Земля Баден-Вюртемберг, а також, освітньої організації та ряду престижних і всесвітньо відомих шкіл в Уельсі та у Шотландії. Ідеєю до створення стала зустріч Курта Хана із маршалом авіації сером Лоренцом Дервеллом у 1955 в Парижі у Коледжі безпеки НАТО.
Основним замислом Хана було створити багатонаціональний коледж для навчання хлопчиків і дівчаток у віці від 16 до 20. Основними критеріями для відбору учнів передбачалися особиста мотивація і потенціал учня незалежно від будь-яких соціальних, економічних і культурних чинників. Для відбору молодих людей із економічно і соціально незахищених верств населення передбачалося створити систему стипендій.
Однодумцем, співзасновником та першим директором коледжу був адмірал тилу Десмонд Хоар. Антонен Бес пожертвував замок Сант-Донатс для того, щоб у ньому розмістився коледж. Першим заступником директора став маршал авіації сер Лоренс Дервелл, а директором з навчальної роботи — Роберт Блекберн.
Із 1962 у коледжі навчалися тільки хлопчики, а з 1967 навчання розпочали також і дівчатка.
У 1967 першим президентом коледжу став лорд Маунтбеттен, який і увів у термінологію назву «Коледжі об'єднаного світу». Він сприяв створенню і становленню інших коледжів — Південно-Східноазійського Коледжу об'єднаного світу та Тихоокеанського Коледжу об'єднаного світу ім. Лестера Пірсона.
1 січня 1971 року коледж успішно пройшов процедуру акредитації освітньої програми «Diploma Programme» (укр. Програма для здобуття диплома) власником та розробником цієї програми, некомерційним освітнім фондом «International Baccalaureate®».
У 2001 було створено Національний комітет Коледжів об'єднаного світу Великої Британії (англ. The UWC National Committee of Great Britain), який проводить відбір претендентів на навчання як у Атлантичному Коледжі, так і в у будь-якому іншому із 17-ти Коледжів об'єднаного світу.
19 вересня 2012 учні, вчителі та випускники святкували 50-річчя коледжу.

## Опис
Коледж розташовується у старовинному замку 12-го століття Сант-Донатс та на території його помістя, що займає 60 га. Третина території – ліс, третина – сільськогосподарська ферма, на якій працюють учні, третина зайнята садом, замком та іншими господарськими приміщеннями замку і допоміжними приміщеннями коледжу. У замку до послуг учнів Брейденсток-Холл, де проводяться урочистості, зібрання, концертні та театральні вистави, бібліотека із 30 000 томів та доступом до електронних ресурсів і каталогів, спільна кімната відпочинку, відділення історії і економіки, та навчальні приміщення.
Територія має вихід до моря, набережну та вихід на гальковий пляж, де у відреставрованій будівлі 16-го століття розташований зовнішній центр. У ньому розташовані навчальні класи-майстерні з конструювання, виробництва і обслуговування шлюпок, човнів та інших плавзасобів. Тут же розташовані внутрішній і зовнішній плавальні басейни.
У окремій будівлі розташувався соціальний центр, у якому розмістилися книгарня, бар, кафе, кімната перегляду телепрограм, зони відпочинку.
Господарчу споруду 14-го століття переобладнано на мистецький центр, у якому розташувалися театр на 200 місць, художньо-мистецькі студії, виставкова зала.
У коледжі навчаються підлітки віком 16 — 19 років (11 та 12 класи). Претендент(к)и на навчання відбираються на конкурсній основі національними комітетами Коледжів об'єднаного світу, які функціонують у понад 150 країнах світу. Претенденти з України відбираються національним комітетом «UWC Україна». Основні критерії відбору наведені на сайті комітету. Питання оплати за проживання і навчання учнів вирішуються Національними комітетами Коледжів об'єднаного світу під час відбирання претендентів для навчання як у Атлантичному коледжі, так і у інших Коледжах об'єднаного світу.
Учні та учениці різних національностей із понад 90 країн світу проходять дворічний термін навчання, поєднуючи процес навчання із суспільно корисною працею. До суспільно корисної праці входять робота у класах-майстернях Зовнішнього центру, на полях ферми коледжу, у центрах реабілітації психічно хворих людей, дітей із обмеженими можливостями, робота із біженцями в Кардіффі.

## Зовнішній центр
У Зовнішньому центрі розташовані:
- берегова рятувальна служба;

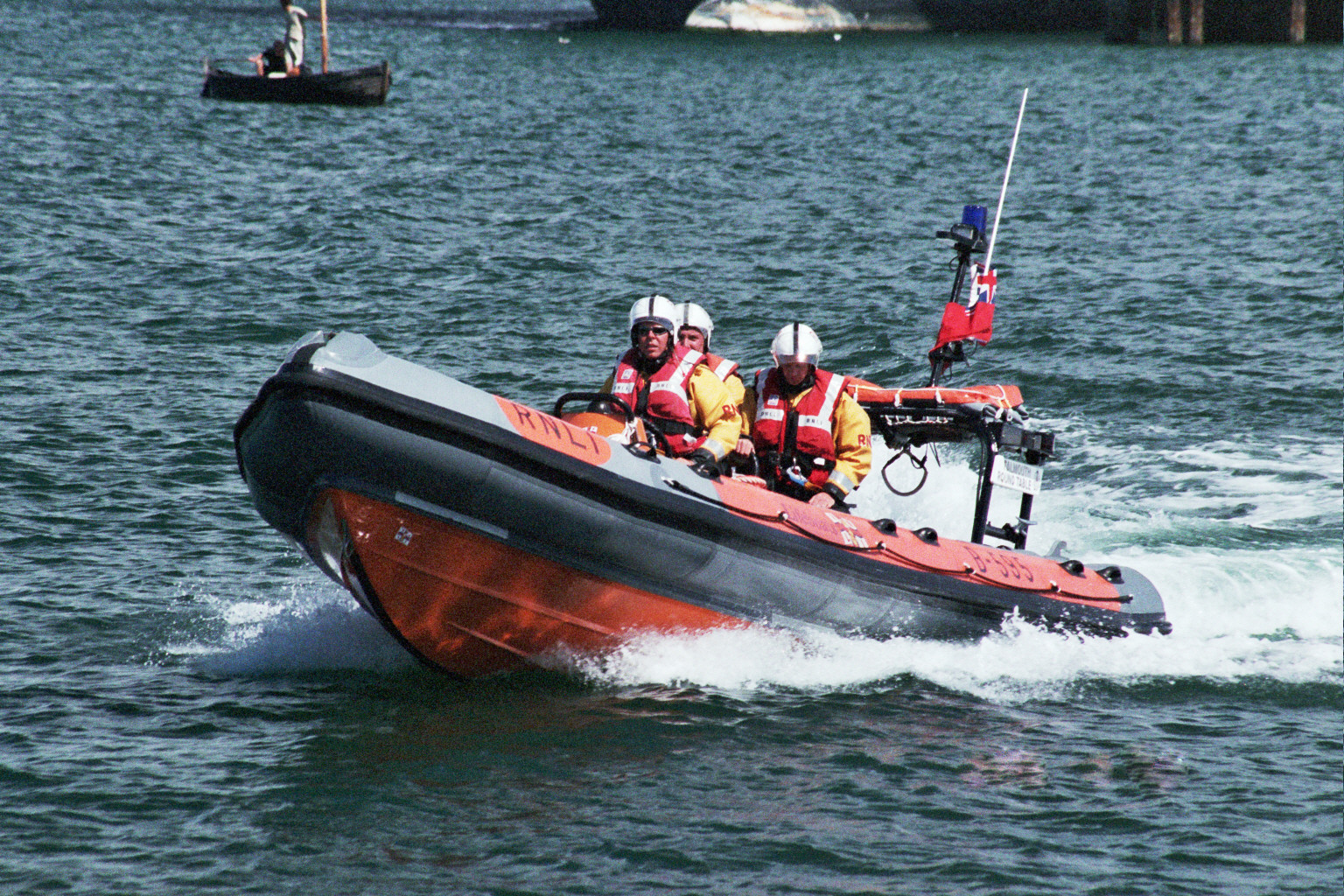
Човен класу «Atlantic 21»

- навчальні класи-майстерні з конструювання, виробництва і обслуговування рятувальних плавзасобів;
- навчальні класи для навчання і підготовки рятувальників;
- закритий та відкриті басейни.

Проектування, будівництво і обслуговування човнів та організація роботи рятувальної служби і навчання її фахівців були започатковані ентузіастом морської справи адміралом тилу Десмондом Хоаром. Під його керівництвом учні та працівники центру запропонували новий тип надувних рятувальних човнів із жорстким корпусом і спроектували човен класу «Atlantic 21». Це легкий, але високопродуктивний моторний надувний човен із жорстким корпусом, побудований на каркасі із гнучких труб. Конструкція дозволяє підтримувати плавучість, якщо велика кількість води потрапляє на борт через погані морські умови. Наразі на базі цієї розробки за участі учнів коледжу спроектовані та виробляються рятувальні човни класів «Atlantic 75» та «Atlantic 85». Учні коледжу спільно із японською фірмою беруть участь у проектуванні нового класу рятувальних човнів типу «Цунамі».

## Освітні програми
Учні за два роки повинні опанувати програму міжнародного бакалаврату, яка складається із шести груп навчальних предметів:
- мова та література
- друга іноземна мова
- суспільствознавство
- природничі науки
- математика
- мистецтво і культура

Детально про усі предмети, що входять до кожної з цих груп, можна довідатися із інформації про галузь акредитації коледжу на сайті Міжнародного бакалаврату.
Для можливості здобути «ib-диплому» необхідно опанувати принаймні по одному предмету із кожної з груп. При цьому, допускається замість предмету з шостої групи додатково обрати будь-який з предметів, що входять до 1-5 груп. Можна обирати конкретні предмети в залежності від того, яку професію планується опановувати, і від того, які саме предмети потрібні для прийому у конкретні навчальні заклади, де планується здобувати вищу освіту.

## Знамениті учні та випускники
| Фото | Прізвище                                 | Опис | Країна          |
|      | Еял Офер                                 | Ізраїльський бізнесмен, власник розташованої в Монако нерухомості, голова «Ofer Global», філантроп | Ізраїль         |
|      | Ван Ґуан'я                               | Китайський дипломат, директор Управління у справах Гонконгу та Макао, Державної Ради КНР | КНР             |
|      | Йорма Олліла                             | Фінський бізнесмен, колишній генеральний директор Nokia Corporation, нинішній неурядовий голова Royal Dutch Shell та Nokia | Фінляндія       |
|      | Сеппо Мікко Сакарі Хонкаподж             | Фінський економіст, член правління Банку Фінляндії, колишній професор міжнародної макроекономіки Кембриджського університету | Фінляндія       |
|      | Мо́ніка Маєр                              | Мексиканська художниця, активістка | Мексика         |
|      | Дейвід Канліфф                           | Новозеландський політик, колишній лідер Лейбористської партії Нової Зеландії, колишній міністр, який очолював декілька міністерств | Нова Зеландія   |
|      | Жулі Паєтт                               | Канадська астронавтка, 28-та Генерал-губернаторка Канади | Канада          |
|      | Гелен Панкгерст                          | Британська міжнародна діячка, активістка, феміністка, письменниця, докторка наук, старша радниця «CARE International» | Велика Британія |
|      | Александра Бех Гьорр                     | Норвезька підприємиця, адвокатка, очільниця урядової комісії, призначеної після терористичних акт в Норвегії у 2011, та авторка «Звіту Гьорр», колишня працівниця StatoilHydro, виконавча директор «SINTEF» | Норвегія        |
|      | Йоханнес Брандруп                        | Німецький актор | Німеччина       |
|      | Його величність, король Віллем-Олександр | Король Нідерландів | Нідерланди      |
|      | Баронеса Морган Ельська                  | Британська політична діячка, тіньова міністерка Уельсу в Палаті Лордів | Велика Британія |
|      | Люк Гардінґ                              | Британський кореспондент, зарубіжний кореспондент Гардіан, депортований із Росії за відверте висвітлення мафіозного стилю правління | Велика Британія |
|      | Міхель-ван-Гультен                       | Колишній голландський політик, колишній член Європарламенту, колишній голова Лейбористської партії | Нідерланди      |
|      | Саба Дуглас-Гамільтон                    | Кенійска природозахисниця, екологиня дикої природи та телеведуча | Кенія           |
|      | Принцеса Луїза де Мерод                  | Кенійська палеонтологиня, докторка філософії Університетського коледжу Лондона, принцеса, дружина принца Бельгії Емануеля де Мерод | Кенія           |
|      | Андреас Лоу                              | Австралійський священик німецького походження в англіканській церкві Австралії, науковець-богослов, історик музики, почесний співробітник та викладач Мельбурнської консерваторії | Австралія       |
|      | Ашраф Йохаардіан                         | Південноафриканський діяч театрального мистецтва, неодноразовий лауреат у галузі драматургії, акторського мистецтва та театральних постановок | ПАР             |
|      | Йорґен Карлінґ                           | Норвезький дослідник міжнародній міграції, доктор філософії з гуманітарної географії та професор з досліджень міграції і транснаціоналізму (розвиток і зміцнення взаємозв'язків між людьми та розмивання кордонів у їх спільній діяльності) в Університеті Осло. Співробітник Інституту досліджень миру в Осло | Норвегія        |
|      | Гільде Хаґеруп                           | Норвезька письменниця, романістка, авторка дитячої літератури, лауреатка премії Норвезької критики за кращу дитячу книгу 2002 року. | Норвегія        |
|      | Каїс Аль Хонджі                          | Оманський бізнесмен та підприємець, засновник компанії «Qais United Enterprises Trading та Genesis International». Член ради багатьох оманських компаній, відомий тим, що допомагає оманським громадянам подолати перешкоди для запуску малого бізнесу                                                         | Оман            |
|      | Принцеса Райя Бінт Хуссейн               | Йорданська принцеса, донька Його Величності короля Йорданії Хусейна та її Величності, королеви Йорданії Нур аль-Хусейн | Йорданія        |

## Українці в UWC Atlantic College
Кожного року у коледжі навчаються діти до 90 національностей (залежно від року навчання), серед яких є і українці. У коледжі навчався один із перших учнів з України Остап Маланюк, який взяв участь у створенні у Лондоні оновленого Національного комітету UWC Україна, і з 2003-го працював у комісії з відбору учнів з України на навчання до різних коледжів цього освітянського руху.
У коледжі також навчалися і навчаються інші учні, рекомендовані на навчання за результатами конкурсного відбору нашим національним комітетом. Як правило, кожен з учнів демонструє у коледжі високий рівень знань та практичних навичок. Завдяки успішності та іншим якостям учні з України, як і з багатьох інших країн, за результатами навчання отримують пропозиції від фонду Девіса на отримання стипендій для продовження навчання у вищих навчальних закладах США.

### Випускники коледжу, які здобули ґранти на навчання
| Ім'я             | Ґрант на навчання, спеціальності                                  | Стажування та робота                                                               |
| Марія Макутоніна | Міддлбері-коледж кінематографія, медіатехнології, французька мова | UWC Україна (голова програми зв'язків з випускниками «Коледжів об'єднаного світу») |